# Juan Antonio García Villa
Juan Antonio García Villa (Torreón, Coahuila, 8 de febrero de 1945) es un político mexicano, miembro del Partido Acción Nacional, ha sido diputado federal y senador.
Es licenciado en Derecho y en Economía, en 1979 fue reconocida su victoria como diputado federal por el II Distrito Electoral Federal de Coahuila para la LI Legislatura, y posteriormente fue diputado federal plurinominal a la LIV Legislatura de 1988 a 1991, a la LVI Legislatura de 1994 a 1997 y senador a la LVII Legislatura de 1997 a 2000.
Fue candidato a Gobernador de Coahuila por una alianza opositora formada por el PAN, el PRD, el PVEM y el PT, en las Elecciones de 1999 pero fue derrotado por el candidato del PRI Enrique Martínez y Martínez, de 2003 a 2004 fue Subsecretario de la Secretaría de Economía y en 2004 intento se nuevamente candidato a Gobernador de Coahuila, pero fue derrotado en la elección interna del PAN por Jorge Zermeño Infante.
De 2006 a 2008 fue director de la Comisión Federal para la Protección contra Riesgos Sanitarios (COFEPRIS), en sustitución del Lic. Ernesto Enríquez Rubio dejando el cargo el 31 de marzo de 2008, siendo sustituido por Miguel Ángel Toscano.
En su gestión, el 15 de agosto de 2007 fueron arraigados funcionarios de Cofepris por estar implicados en la red criminal del empresario de origen chino Zhenli Ye Gon.